# Point d'accès public à Internet
Pour les articles homonymes, voir Papi.
Un point d'accès public à Internet (PAPI) est un lieu, ouvert au public, qui permet une connexion à Internet, généralement géré par un acteur public ou parapublic. Les modalités peuvent différer selon les cas :
- accès entièrement gratuit, ou par abonnement (sur le modèle des bibliothèques publiques) ou facturé au temps de connexion ;
- accès à des postes informatiques, ou connexion disponible pour des ordinateurs portables individuels (ou accès mixte) ;
- présence ou pas d'un animateur.

Un PAPI est un cas particulier d'espace public numérique.